# Beckidia hirsti
Beckidia hirsti är en tvåvingeart som först beskrevs av Freeman 1957.  Beckidia hirsti ingår i släktet Beckidia och familjen fjädermyggor. Inga underarter finns listade i Catalogue of Life.